# McCabe i pani Miller
McCabe i pani Miller – amerykański western z 1971 roku z Warrenem Beatty i Julie Christie w rolach głównych, w reżyserii Roberta Altmana, na podstawie powieści Edmunda Naughtona McCabe. Sam reżyser mówił o filmie jako antywesternie, który ignoruje lub odwraca typowe dla tego gatunku filmowego konwencje.

## Obsada
- Warren Beatty – John McCabe
- Julie Christie – Constance Miller
- René Auberjonois – Sheehan
- William Devane – Adwokat
- John Schuck – Smalley
- Corey Fischer – Pan Elliot
- Bert Remsen – Bart Coyle
- Shelley Duvall – Ida Coyle
- Keith Carradine – Kowboj
- Michael Murphy – Sears
- Hugh Millais – Butler

## Fabuła
Koniec XIX wieku, miejscowość Presbyterian Church. Do miasteczka przybywa drobny kanciarz, John McCabe. Jego celem jest zbudowanie domu publicznego, ale mężczyzna kompletnie nie zna się na tym interesie. Do miasteczka przybywa pani Miller, która zostaje jego wspólniczką. Sukces mocno kłuje w oczy właścicielowi kopalni, który proponuje wykupienie interesu. Gdy McCabe odmawia, pojawiają się rewolwerowcy mający go zabić.

## Nominacje
44. ceremonia wręczenia Oscarów
- Najlepsza aktorka – Julie Christie

26. ceremonia wręczenia nagród Brytyjskiej Akademii Filmowej
- Najlepsze zdjęcia – Vilmos Zsigmond